# Murgud
 (mars 2024).
Murgud, est une ville et un conseil municipal du district de Kolhapur dans l'État indien du Maharashtra. Lors du recensement de l'Inde de 2011, sa population s'élève à 11 194 habitants.